# 岩城宏幸
岩城 宏幸（いわき ひろゆき、1967年（昭和42年）7月15日 - ）は、日本の運輸・国土交通官僚。

## 経歴
熊本県天水町（現・玉名市）出身。熊本県立熊本高等学校を経て、1991年に東京大学法学部を卒業。同年4月に運輸省入省、港湾局管理課配属。
ロンドン大学修士課程修了、観光庁総務課企画室長、北陸信越運輸局企画観光部長、国土交通省大臣官房参事官（物流産業）、総合政策局公共交通政策部参事官、総合政策局情報政策課長、港湾局総務課長、経済産業省商務・サービス担当審議官を歴任。
2022年1月5日、北海道運輸局長に就任。2月14日、JR北海道の島田修社長に対し、大雪による大規模運休の原因の検証と改善策を文書で報告するよう指示した。
2023年7月4日、国土交通省総合政策局次長に就任。
2024年6月24日、近畿運輸局長に就任。翌年4月に開幕する２０２５年大阪・関西万博を関西の観光業発展の「絶好の機会」だと強調し、万博に合わせて関西全域での観光客の流れを活性化する考えを示した。翌年2月26日に行われたJP西日本と大阪メトロが報道公開するQRコード企画乗車券による改札利用を受けて、「反応速度も交通系ICカード並みで、QRひとつでシームレスに関西周遊が可能になる」と期待を込めた。
2025年7月1日、国土交通大臣官房付・即日辞職。